# Papier photographique
Le papier photographique est un papier recouvert d'une couche photosensible destiné au tirage photographique.

## Histoire
La première utilisation connue du papier photographique est due à William Henry Fox Talbot vers 1840. Ses Calotypes étaient réalisés sur papier. Les recherches autour de la photographie par de multiples chercheurs ont conduit à une multitude de procédés dont il est difficile de retrouver les traces. Dans les années 1920, un certain nombre de solutions étaient disponibles pour les amateurs. Certaines à fabriquer soi-même et d'autres fournies par l'industrie.

### Les papiers à noircissement direct

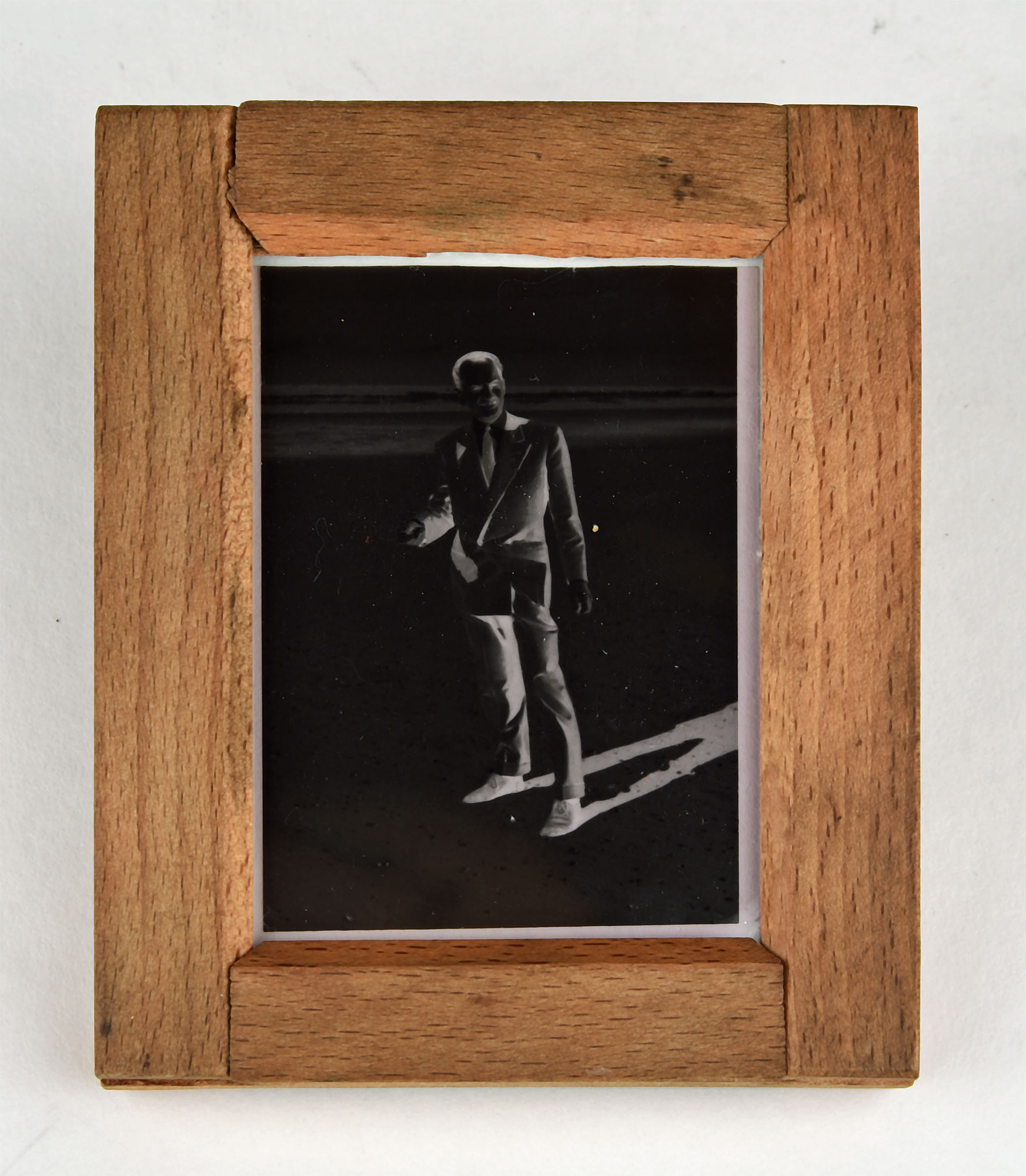
Châssis-presse avec papier et négatif en place.

Les papiers à noircissement direct noircissaient quand ils étaient exposés à la lumière. Placés dans un châssis vitré sous le négatif puis exposés à la lumière, il était possible de surveiller le noircissement et de l’arrêter par un bain d'hyposulfite de soude au moment opportun. Le résultat est un Tirage contact.
- Le papier salé est le plus ancien. Il consiste en une feuille de papier imbibée d'une solution de sel de cuisine, séchée puis enduite de nitrate d'argent. Le produit sensible ayant tendance à pénétrer dans le papier les tirages sont peu contrastés[2].
- Le papier albuminé évite ce problème grâce à une couche d'albumine déposée avant le dépôt de la couche sensible. Il donne des tirages fins et bien contrastés[2].
- Le papier au citrate est recouvert d'une émulsion d'argent et d'acide citrique (destiné à assurer la conservation de l'argent libre excédentaire dans l'émulsion) dans de la gélatine. Il « rattrapait » facilement des négatifs moyens[3].
- Le papier au collodio-chlorure ou papier à la colloïdine est une émulsion de chlorure d'argent dans du collodion. Il donne des résultats encore plus fins que le papier au citrate. L'émulsion est par ailleurs utilisable sur à peu près n'importe quel support (verre, porcelaine, marbre, etc.)
- Le papier autovireur était un papier au citrate où des sels ajoutés à l'émulsion provoquaient le virage de l'épreuve vers des tons plus chauds. Le Kodak « Kodatone » était le plus connu[3].

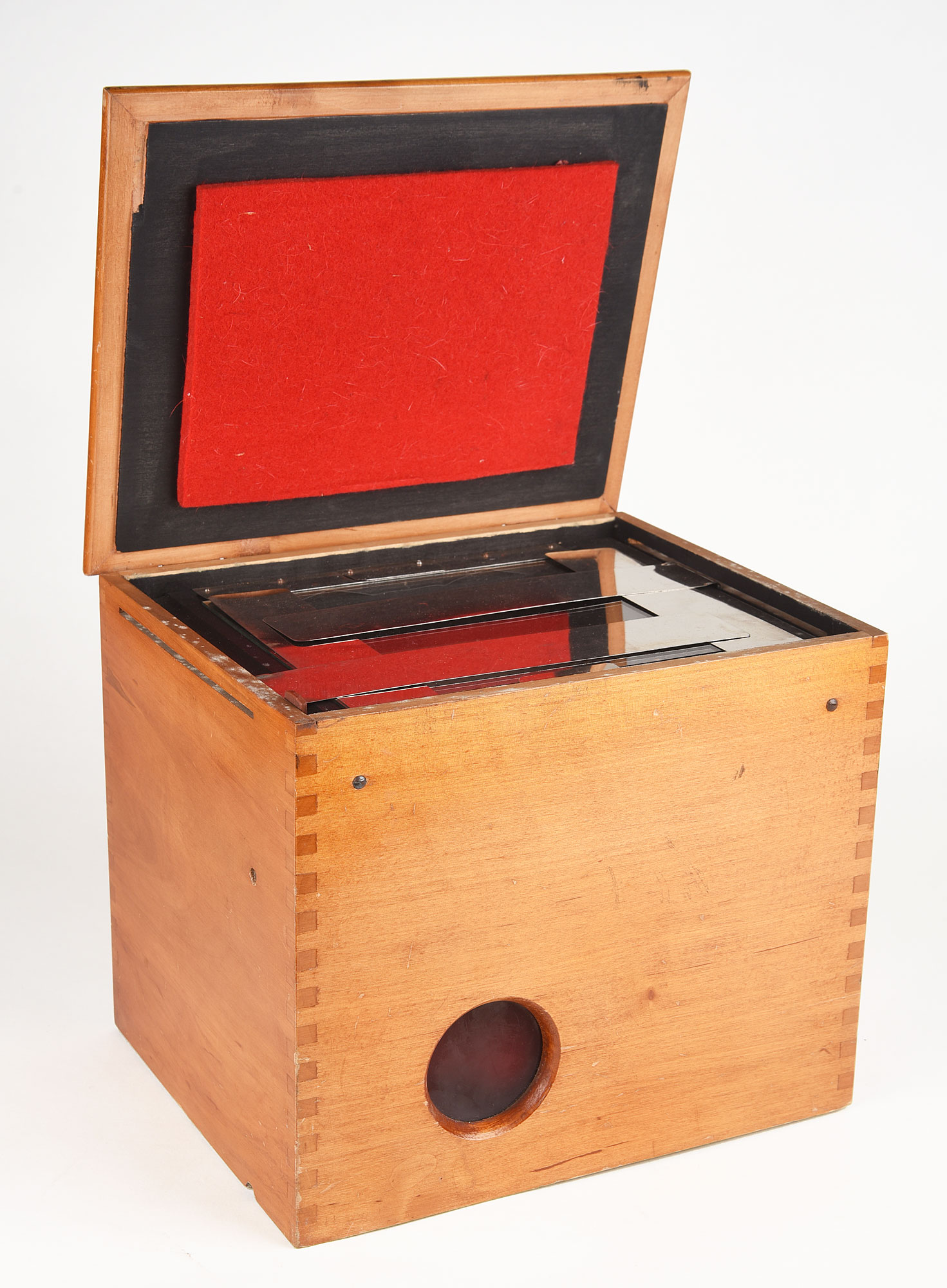
Tireuse Planox pour la réalisation rapide de tirages par contact.

- Les papiers au bromure utilisent la même émulsion bromure d'argent gélatine que les plaques et films, ce qui leur confère une rapidité sans commune mesure avec celle des autres papiers. L'usage du châssis-presse exposé à la lumière solaire devient impossible et apparaissent les « tireuses automatiques » (dont l'automatisme est assez sommaire puisqu'il consiste à allumer une lampe électrique dans une boite de bois fermée par une vitre sur laquelle sont posés le négatif et le papier sensible)[4].
- Le papier gélatino-chlorure est beaucoup moins sensible et peut se manipuler à la lumière d'une bougie. Le papier Kodak « Velox » est un gélatino-chlorure et donne d'excellents résultats[5].

### Papiers à image latente
Les papiers à noircissement avaient le défaut de leur qualité : leur faible sensibilité permettait une manipulation simple en lumière atténuée mais les temps d'exposition étaient très voire trop longs.
- Le papier au ferro-prussiate est un papier enduit de sel ferrique. Exposé à la lumière, il se transforme en sel ferreux ce qui donne une image très pale renforcée et fixée par un passage dans une solution de prussiate rouge de potassium (voire d'eau pure pour certaines fabrications du papier). Le résultat prend une coloration bleue. C'est ce papier qui était utilisé pour le tirage des plans techniques couramment appelés « bleus » où on utilisait un dessin sur calque comme négatif[6].
- Le papier au platine donne une image faiblement visible qui doit être développée dans une solution très chaude d'oxalate neutre de potassium dont l'action est stoppée par un bain chaud d'eau et d'acide chlorhydrique durant cinq minutes environ avant de laver et sécher. Le résultat est inaltérable[6].
- Le papier au charbon est basé sur la propriété des matières organiques qui, mélangées à des bichromates alcalins, deviennent insolubles dans l'eau chaude proportionnellement à l'intensité de la lumière à laquelle elles ont été exposées. Dans la pratique, on incorpore à de la gélatine bichromatée un colorant réduit en une poudre très fine. Le durcissement se produisant depuis la surface un bain d'eau chaude ne laisserait que les noirs francs puisque les demi teintes reposant sur une gélatine non durcie serait évacuée en même temps. Il faut, avant ce bain, transférer l'image sur un papier "simple transfert" puis, après révélation procéder à un second transfert sur un papier "double transfert" qu'une mince couche de gélatine rend collante quand elle est tiède[7].
- Le papier Artigue ou Fresson permet d'éviter les deux transferts au prix d'une séquence de développement guère moins compliquée[8].
- La gomme bichromatée consiste à étaler sur une feuille de papier un mélange de gomme arabique, de colorant et de bichromate de potasse. Le papier ainsi obtenu est ensuite développé à l'eau. Le procédé ainsi décrit semble simple mais il semblerait que les causes d'échecs soient aussi nombreuses que variées[9].
- Le papier au bromure d'argent et chlorure d'argent est le papier commercialisé actuellement.

## Supports
Les papiers photographiques actuels sont de deux sortes selon la nature de leur support :
- Les supports plastifiés appelés RC (Resin Coated) sont constitués d'une feuille de papier enduite sur ses deux faces de polyéthylène, ils reçoivent ensuite l'émulsion photo sensible sur une face puis deux couches de protection contre l'abrasion. Les produits de développement ne pénétrant pas au cœur du papier, ils sont plus faciles à traiter avec des temps de traitement et de rinçage plus courts[10].
- Les supports fibre blanc FB (Fiber Base) sont des papiers à base de fibres de cellulose recouverts de sulfate de baryum et d'agent blanchissant avant de recevoir une couche de l'émulsion sensible et deux couches de protection contre l'abrasion. Communément appelé « papier baryté », ce type de papier est plus long à rincer et gondole au séchage, mais donne des noirs beaucoup plus profonds et sa conservation est supérieure à celle du papier RC[10].

## Aspect du papier

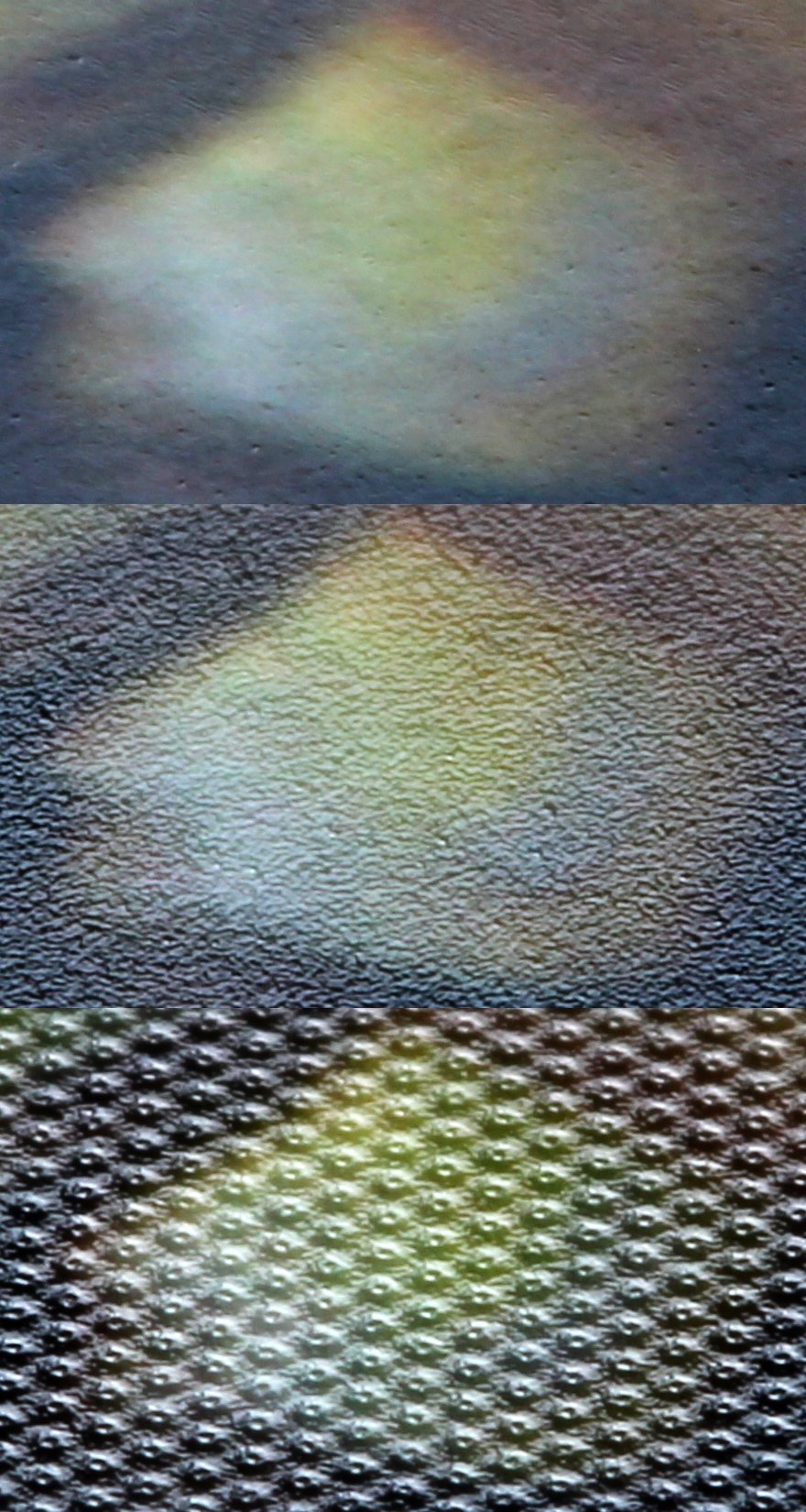
Surface de papiers photographiques brillant, mat et satiné.

Qu'il soit RC ou FB, le papier peut être trouvé en plusieurs aspects. Brillant, mat ou perlé et sont les plus courants mais certains fournisseurs proposent d'autres finitions.

## Papiers pour le noir et blanc
Le papier destiné au tirage en noir et blanc n'est pas sensible à la lumière inactinique (lumière rouge ou jaune) alors que le papier couleur est sensible à toutes les couleurs.

### Contraste
Selon le contraste du négatif, il faut intervenir pour équilibrer le résultat sur le tirage en tirant « dur » ou « doux ».
- Papiers à contraste variable : ce sont des papiers dits « multigrades » qui réagissent différemment à l'exposition selon la couleur de la lumière de l'agrandisseur. Cette variation de couleur s'obtient grâce à l'emploi d'une « tête couleur » ou l'interposition de « filtres multigrades » gradués de 0 (doux) à 5 (dur). Il est aussi possible de faire varier le contraste sur diverses parties du même tirage[12]. Inventés par Ilford à la fin des années 1930, ils se sont lentement répandus au fur et à mesure que leurs possibilités rejoignaient puis dépassaient celles des papiers gradés[12].
- Papiers gradés : c'est la méthode « ancienne », la variation de dureté s'obtient en choisissant un papier entre « extra-doux » et « extra-dur ». Le défaut de la méthode était qu'il fallait un stock de papier cinq fois plus important (extra-doux, doux, normal, dur et extra-dur) dans chaque format. Selon Philippe Bachelier, les fabricants eux-mêmes favorisent les papiers multigrades pour sensiblement les mêmes raisons que les amateurs : les grades extrêmes étant peu utilisés, ils coutent cher en fabrication et en stockage de références « tournant » peu[12].

### Ton
Les émulsions actuelles sont à base d'un mélange de bromure d'argent et de chlorure d'argent. Si le bromure est majoritaire, le ton sera « froid » sinon, il sera « chaud ».

### Formats
Les gammes des différentes marques se réduisent d'année en année. À fin 2021, on peut encore trouver des feuilles de 10 × 15, 18 × 24, 24 × 30, 30 × 40, 50 × 60 et des rouleaux de 1,08 × 10 m en papier RC. En papier baryté, l'offre se réduit à des feuilles de 20 × 25, 30 × 40, 40 × 50 et 50 × 60.

## Papiers pour la couleur
Le papier pour la couleur n'existe que sur base RC.
Pour le papier couleur, la couche d'émulsion d'halogénure d'argent est remplacé par trois couches d'émulsions sensibles aux trois couleurs de base. On trouve depuis la surface du papier :
- Couche protectrice de l'émulsion,
- Émulsion d'halogénures sensibles au rouge et formateur de colorant jaune,
- Émulsion d'halogénures sensibles au vert et formateur de colorant magenta,
- Émulsion d'halogénures sensibles au bleu et formateur de colorant cyan,
- Résine pigmentée,
- Support papier,
- Résine.